# Hypochloriet

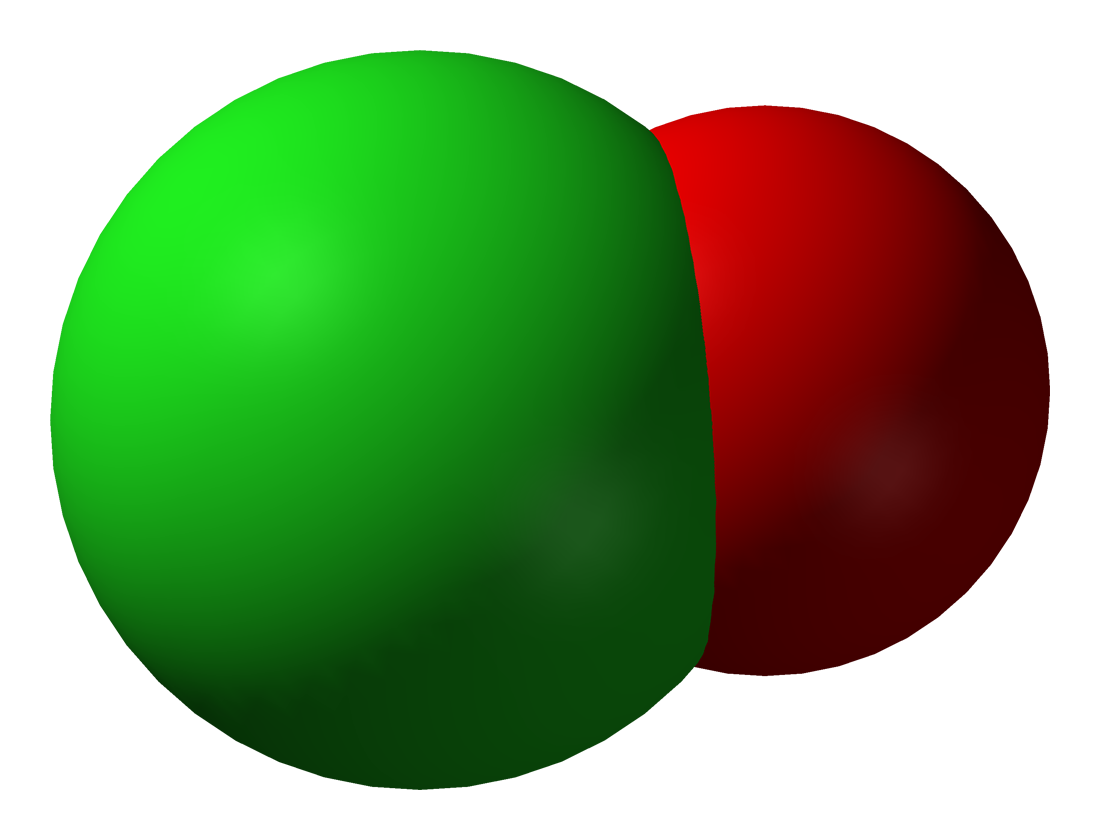
Hypochloriet-ion

Het hypochloriet-ion is een oxoanion van chloor, met als brutoformule ClO−.
Hypochlorieten zijn de zouten en esters afkomstig van waterstofhypochloriet of onderchlorigzuur (HClO). Bekende voorbeelden van hypochlorieten zijn natriumhypochloriet of bleekmiddel en calciumhypochloriet, dat wordt gebruikt als bleekpoeder of om baden en vijvers te chloreren.

## Synthese
Hypochlorieten kunnen worden bereid door een auto-redoxreactie van chloorgas met een hydroxide:
{\displaystyle {\ce {Cl2 + 2 OH- -> Cl- + ClO- + H2O}}}

## Eigenschappen
Hypochlorieten zijn weinig stabiel. Ze zijn de minst stabiele verbindingen van de chloor-oxyanionen. Door hun instabiliteit kunnen vele hypochlorietverbindingen alleen in een oplossing bestaan, zoals ook het geval is voor waterstofhypochloriet. Ze ontleden in waterig midden tot chloraten en chloriden:
{\displaystyle {\ce {3ClO- -> ClO3- + 2Cl-}}}
De reactie van chloor met bijvoorbeeld heet geconcentreerd natriumhydroxide vormt natriumchloride en natriumchloraat:
{\displaystyle {\ce {3Cl2 + 6NaOH -> 5NaCl + NaClO3 + 3H2O}}}
Door hun lage stabiliteit zijn hypochlorieten zeer sterke oxidatoren. Ze reageren met vele organische en anorganische verbindingen en men moet ze dan ook met voorzichtigheid behandelen. Zo mogen hypochloriethoudende schoonmaakmiddelen nooit in contact worden gebracht met zuren, omdat daarbij het toxische chloorgas ontstaat:
{\displaystyle {\ce {2H+ + OCl- + Cl- -> Cl2 + H2O}}}
Reacties met organische verbindingen kunnen sterk exotherm zijn en spontane ontbranding veroorzaken. Ze kunnen bijvoorbeeld mangaanverbindingen oxideren tot permanganaten omzetten, waarin mangaan haar hoogste oxidatietoestand (+VII) bezit.
Hypochlorieten hebben een blekende werking en vinden daarom toepassing als bleekmiddel.